# Рух (птица)
Рух (араб. رُخّ‎, рухх) или птица-слон — мифическая птица огромных размеров в арабской и персидской мифологии, способная уносить в своих когтях и пожирать слонов и каркаданнов. Рух упоминается в арабских сказках и фольклоре моряков. Ибн Баттута рассказывает об этой птице как об огромной, подобной горе, которая парит в воздухе над «Китайскими морями». Сборник сказок «Тысяча и одна ночь» включает в себя сказки об Абд аль-Рахмане и Синдбаде-мореходе, в сюжете которых фигурирует эта птица.

## Этимология
Английская форма roc происходит от французского перевода Антуана Галлана арабского термина ruḵḵ (арабский: الرُخّ, романизированный: ar-ruḫḫ) и персидского ruḵ (персидское произношение: [/rux/]). На обоих языках, арабском и персидском, слово записывается арабским письмом как رخ. Обычная латинизация — это ruḵḵ для арабской формы и ruḵ, rokh или rukh для персидской формы. Несмотря на сходство, а иногда и утверждения об обратном, это слово не имеет отношения к английскому слову rook («грач»).

## Истоки образа
По словам историка искусства Рудольфа Виттковера, прообразом птицы Рух является Гаруда из индуистской мифологии, конкретно её битва с хтоническим змеем нагой. Мифема о Гаруде, уносящей слона, который сражался с крокодилом, появляется в двух санскритских эпосах: Махабхарате (I.1353) и Рамаяне (III.39).

## Средневековые сообщения

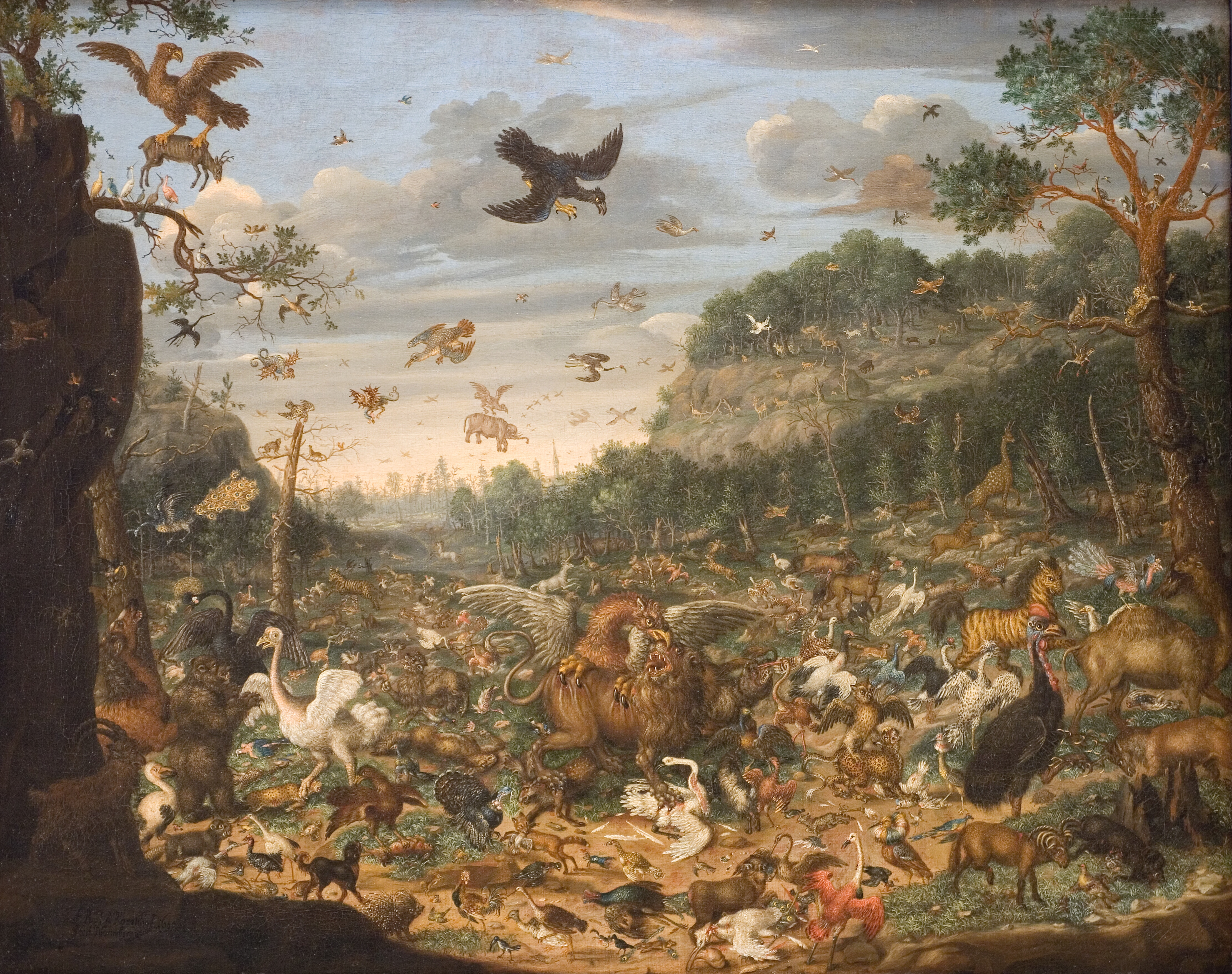
Картина Франца Рёзеля фон Розенхофа «Земля после грехопадения». В числе прочих животных на ней изображены птицы, похожие на рухов. 1690 г.

Среди европейцев первые сведения о гигантской обитательнице арабских морей сообщает странствующий раввин Вениамин Тудельский. Ему рассказывали, что, оказавшись выброшенными бурей на необитаемый остров, моряки подкарауливают огромных крылатых «грифонов», ухватившись за которых они добираются до материка.  Марко Поло поначалу тоже принимал птицу Рух за грифона — традиционного персонажа европейского фольклора. Из его сообщения следует, что арабские мореходы избегают окрестностей Мадагаскара, ибо там свирепствует это странное существо:
Жители острова сообщают, что в определенную пору года из южных краев прилетают удивительные птицы, которых они называют „Рух“. С виду они напоминают орла, только размерами куда огромней; они так громадны и могучи, что лапами своими хватают слона и поднимают его в воздух, а поднявши, бросают на землю, дабы его убить и потом расклевать вплоть до костей. Люди, видевшие эту птицу, утверждают, что крылья её в развороте достигают с края до края шестнадцати шагов, а перья имеют в длину восемь шагов и соответственную ширину.

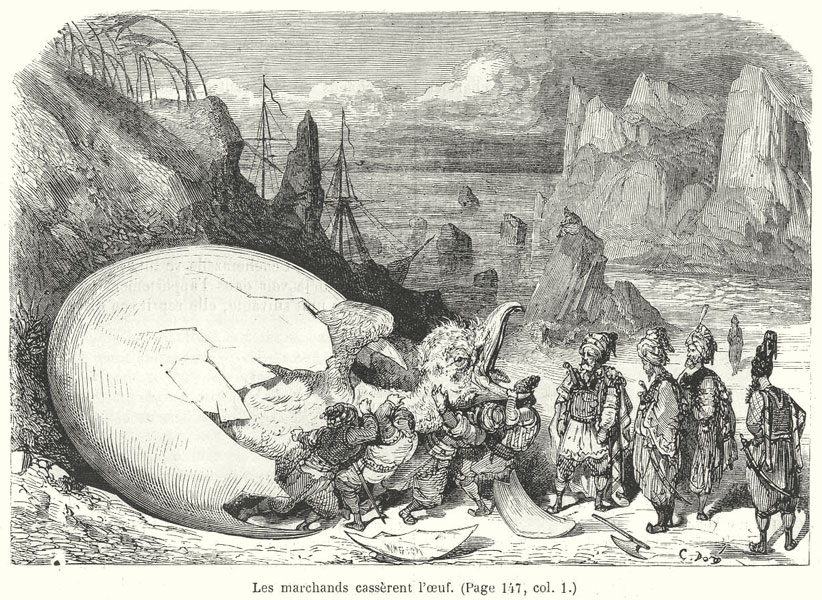
Арабские купцы разбивают скорлупу яйца птицы Рух.

Со слов Поло, великий Хубилай-хан послал на запад Индийского океана своих людей, чтобы они навели справки о существовании и повадках чудо-птицы, и они привезли ему перо птицы Рух. Современные комментаторы склонны считать это «перо» веткой винной пальмы, которая в изобилии произрастает на Мадагаскаре.
Подобно многим европейцам XV—XVI вв., соратник Магеллана Антонио Пигафетта находился под впечатлением от рассказов Поло и по прибытии на остров Ява собрал от местных жителей сведения об огромной птице, которая якобы охотится на буйволов. По мере расширения географических познаний европейцев существование птицы Рух было в XVII в. поставлено под серьёзное сомнение. 

## Научное объяснение
Исследователи фольклора склонны производить арабскую птицу Рух то ли от персидского симурга, то ли от индийской Гаруды, которая в Махабхарате и Рамаяне изображена уносящей в когтях слона, сражающегося с черепахой. Возможно, к этой же группе легендарных существ следует отнести известную по еврейским поверьям птицу Зиз. В русском фольклоре присутствует во многом похожая на птицу-Рух Стратим-птица — вероятно, сюжет о ней позаимствован на Востоке.
Привязка птицы Рух к Мадагаскару, возможно, не случайна — до XVII века остров населяли гигантские птицы семейства эпиорнисовых. Подобно страусам, они не летали, поэтому взрослого эпиорниса весом до 500 кг и ростом до 3 метров заезжие арабы могли принять за свежевылупившегося птенца гораздо более крупной, летающей птицы.

## В кино
- «Седьмое путешествие Синдбада»